# 依数性
依数性（Colligative Property）是指溶液所具有的一类性质，这类性质只取决于溶质在溶剂中的「粒子」数量，而與溶質的本性無關。溶液的依数性包括：（非揮發性溶質的）溶液蒸气压下降量、（非揮發性或揮發性溶質）溶液凝固点下降、沸点上升度數和渗透压等性质。通过测量稀的非离子水溶液（例如尿素或葡萄糖的水溶液）中的依数性，可以求得溶质的相对分子莫耳质量的精确值。另外，测量离子溶液的依数性则可以估计溶质电离的百分比。
含非揮發性溶質的溶液的四種性質具有依數性：
1. 溶液的蒸氣壓下降
2. 溶液的凝固點下降
3. 溶液的沸點上升度數
4. 溶液的滲透壓

就像溶液的蒸氣壓下降符合拉午耳定律者與溶質的莫耳數有關（和莫耳分率成正比），溶液的凝固點下降及溶液溶液的沸點上升度數與溶質的重量莫耳濃度有關，溶液的滲透壓與溶質的體積莫耳濃度有關一樣。

## 熔沸点

### 沸点上升
沸点是指液体（纯液体或溶液）的蒸气压与外界压力相等时的温度。
溶液的蒸气压低于纯溶剂，所以在沸点T0b时，溶液的蒸气压小于外压。当温度升高到T0b时，溶液的蒸气压等于外压，此时溶液沸腾。Tb与T0b之差即为溶液沸点升高值ΔTb。显然，{\displaystyle \Delta T_{b}=k\cdot \Delta p\approx p_{A}^{0}\cdot bM/1000\approx K_{b}\cdot b}。式中Kb是溶剂的摩尔沸点升高常数，不同的溶剂Kb是不同的。

## 渗透压

紅血球滲透壓

滲透壓是在溶液和水置於中間安置選透膜的U型管中一端施加阻止水滲透的压力。滲透壓的大小和溶液的體積莫耳濃度、溶液溫度和溶質解離度相關，因此有時若得知滲透壓的大小和其他條件，可以反推出大分子的分子量。范特荷夫因為滲透壓和化學動力學等方面的研究獲得第一屆諾貝爾化學獎。依照范特荷夫定律，稀溶液的滲透壓與溶液的體積莫耳濃度及絕對溫度成正比。